# Åter
Åter, ideell och politiskt obunden tidskrift riktad mot människor som vill bosätta sig eller redan bor på landsbygden för att leva ett enkelt och jordnära liv nära sin egen försörjning. I tidningen finns artiklar om odling, djurhållning, ekologiskt boende och byggande, alternativ ekonomi och hantverk.